# Omar Tourmanaouli
Omar Tourmanaouli (en géorgien : ომარ თურმანაული), né le 4 juin 1959 en Géorgie, et mort le 23 mars 2019 à Strasbourg, est un écrivain, traducteur du géorgien en français et un poète géorgien.

## Biographie
Poète, romancier et traducteur, Omar Tourmanaouli naît dans le petit village de Khiliani (municipalité de Doucheti), dans la partie montagneuse de la région de Mtskheta-Mtianeti, la Khevsourétie-Pchavie. Il étudie la langue et la littérature françaises à l'Institut des langues étrangères de Tbilissi.
Son premier recueil poétique, la Mère des jours et les nuits, est imprimé à Tbilissi en 1984. Il participe à la guerre de l'Abkhazie, après quoi il publie en 1993, l'Abkhazie... Les notes du soldat.
À partir de 1995, Omar Tourmanaouli vit en France, à Strasbourg, écrit des romans en français et traduit des poètes et des écrivains géorgiens. Quelques-uns de ses ouvrages ont été traduits en français, allemand, arménien, azerbaïdjanais et anglais. Il décède le 23 mars 2019.

## Œuvres

### Poésie
- 1984 : La Mère des jours et les nuits, Tbilissi, Maison d'édition Merani
- 1991 : Les péchés et les marguerites, Tbilissi, Maison d'édition Merani
- 1994 : Que, Tbilissi, Maison d'édition Merani

### Romans
- 1993 : L'Abkhazie... Les notes du soldat, Tbilissi, Maison d'édition Merani
- 1998 : La veuve, l'hirondelle et le voyant, traduit du géorgien par Anna Bouatchidze[3] et l'auteur, Lyon, La Fosse aux ours,  (ISBN 978-2912042064)

### Traductions
- 2010 : Besik Kharanaouli[4] - Le livre d'Amba Besarion (Omar Tourmanaouli a traduit ce livre avec Marie Frering)[5], Quidam éditeur  (ISBN 978-2915018448)
- 2024 : Mikho Mossoulichvili — Mon Rouge-gorge: La comédie plus triste que triste[6] (French Edition), Édition de Kindle, Traduire de Géorgien en français par Omar Tourmanaouli, pages totales: 92